# 51. Berlini Nemzetközi Filmfesztivál
Az 51. Berlini Nemzetközi Filmfesztivál 2001. február 7. és 18. között rendezték meg, a nyitófilm Jean-Jacques Annaudtól az Ellenség a kapuknál, míg a zárófilm Stanley Kubricktól a 2001: Űrodüsszeia volt. A fesztivál zsűrielnöke Bill Mechanic amerikai producer volt. Az Arany Medve díjat Patrice Chéreau filmje, az Intimitás nyerte. A fesztiválon egy retrospektívvel emlékeztek meg Fritz Lang német-osztrák filmkészítőről.

## Zsűri
Az alábbi emberek voltak a fesztivál zsűrijének tagjai:
- Bill Mechanic, amerikai producer - Zsűrielnök
- Jacqueline Bisset, brit színésznő
- Diego Galán, spanyol rendező és filmkritikus
- Kyoko Hirano, japán író
- Fatih Akın, német filmkészítő, producer és színész
- Dario Argento, olasz filmkészítő és producer
- Xie Fei, kínai filmkészítő
- Héctor Babenco, brazil-argentin filmkészítő és producer
- Dominique Blanc, francia színésznő

## Versenyben lévő filmek
Az alábbi filmek voltak versenyben az Arany Medve- és az Ezüst Medve-díjakért:
| Magyar cím                 | Eredeti cím              | Rendező              | Ország                                                      |
| -------------------------- | ------------------------ | -------------------- | ----------------------------------------------------------- |
| Afro-tv                    | Bamboozled               | Spike Lee            | Amerikai Egyesült Államok                                   |
| A pekingi biciklista       | 十七岁的单车             | Wang Xiaoshuai       | Kína, Tajvan                                                |
| Ai ni ai wo                | 愛你愛我                 | Lin Cheng-sheng      | Tajvan, Franciaország                                       |
| Csokoládé                  | Chocolat                 | Lasse Hallström      | Amerikai Egyesült Államok, Egyesült Királyság               |
| Ingovány                   | La ciénaga               | Lucrecia Martel      | Argentína, Franciaország, Spanyolország                     |
| Aranybánya                 | The Claim                | Michael Winterbottom | Egyesült Királyság, Franciaország, Kanada                   |
| Nővéremnek                 | À ma soeur!              | Catherine Breillat   | Olaszország, Franciaország                                  |
| Félix et Lola              | Félix et Lola            | Patrice Leconte      | Franciaország                                               |
| Fedezd fel Forrestert!     | Finding Forrester        | Gus Van Sant         | Amerikai Egyesült Államok                                   |
| Tüdetlen tündérek          | Le fate Ignoranti        | Ferzan Özpetek       | Franciaország, Olaszország                                  |
| Intimitás                  | Intimacy                 | Patrice Chéreau      | Egyesült Királyság, Franciaország, Németország, Olaszország |
| Inugami                    | 犬神家の一族             | Masato Harada        | Japán                                                       |
| Olasz nyelv kezdőknek      | Italiensk for begyndere  | Lone Scherfig        | Dánia, Svédország                                           |
| Demilitarizált övezet: JSA | 공동경비구역 JSA         | Park Chan-wook       | Dél-Korea                                                   |
| Kuroe                      | Kuroe                    | Gō Rijū              | Japán                                                       |
| Kis Szenegál               | Little Senegal           | Rachid Bouchareb     | Algéria, Franciaország, Németország                         |
| Maléna                     | Malèna                   | Giuseppe Tornatore   | Olaszország                                                 |
| My Sweet Home              | My Sweet Home            | Filippos Tsitos      | Görögország, Németország                                    |
| A panamai szabó            | The Tailor of Panama     | John Boorman         | Amerikai Egyesült Államok, Írország                         |
| Traffic                    | Traffic                  | Steven Soderbergh    | Amerikai Egyesült Államok                                   |
| Weiser                     | Weiser                   | Wojciech Marczewski  | Lengyelország, Svájc, Németország                           |
| Fekete angyal              | Wit                      | Mike Nichols         | Egyesült Királyság, Amerikai Egyesült Államok               |
| Te vagy az egyetlen        | Una historia de entonces | José Luis Garci      | Spanyolország                                               |

### Retrospektív
Az alábbi filmeket vetítették a fesztivál retrospektív programjában:
| Magyar cím                                 | Eredeti cím                                | Rendező           | Ország                            |
| ------------------------------------------ | ------------------------------------------ | ----------------- | --------------------------------- |
| American Guerrilla in the Philippines      | American Guerrilla in the Philippines      | Fritz Lang        | Amerikai Egyesült Államok         |
| Umetni Raj                                 | Umetni Raj                                 | Karpo Godina      | Jugoszlávia                       |
| Kétségtelenül indokolt                     | Beyond a Reasonable Doubt                  | Fritz Lang        | Amerikai Egyesült Államok         |
| Búcsúlevél                                 | The Big Heat                               | Fritz Lang        | Amerikai Egyesült Államok         |
| The Blue Gardenia                          |                                            | Fritz Lang        | Amerikai Egyesült Államok         |
| A szuka                                    | La Chienne'"                               | Jean Renoir       | Franciaország                     |
| Éjszakai összecsapás                       | Clash by Night                             | Fritz Lang        | Amerikai Egyesült Államok         |
| Tőr és köpeny                              | Cloak and Dagger                           | Fritz Lang        | Amerikai Egyesült Államok         |
| A megvetés                                 | Le Mépris                                  | Jean-Luc Godard   | Franciaország, Olaszország        |
| Az éjféli vándor                           | Der müde Tod                               | Fritz Lang        | Németország                       |
| A Nibelungok I.: Siegfried halála          | Nibelungen: Siegfried                      | Fritz Lang        | Németország                       |
| A Nibelungok II.: Kriemhilda bosszúja      | Nibelungen: Kriemhilds Rache               | Fritz Lang        | Németország                       |
| Dr. M                                      | Dr. M                                      | Claude Chabrol    | Franciaország, Nyugat-Németország |
| Dr. Mabuse                                 | Dr. Mabuse, der Spieler                    | Fritz Lang        | Németország                       |
| Begegnung mit Fritz Lang                   | Begegnung mit Fritz Lang                   | Peter Fleischmann | Nyugat-Németország                |
| Fritz Lang Interviewed by William Friedkin | Fritz Lang Interviewed by William Friedkin | William Friedkin  | Amerikai Egyesült Államok         |
| Vier um die Frau                           | Vier um die Frau                           | Fritz Lang        | Németország                       |
| Zum Beispiel Fritz Lang                    | Zum Beispiel Fritz Lang                    | Erwin Leiser      | Nyugat-Németország                |
| Téboly                                     | Fury                                       | Fritz Lang        | Amerikai Egyesült Államok         |
| A hóhér halála                             | Hangmen Also Die!                          | Fritz Lang        | Amerikai Egyesült Államok         |
| Állat az emberben                          | La Bête Humaine                            | Jean Renoir       | Franciaország                     |
| Hilde Warren und der Tod                   | Hilde Warren und der Tod                   | Joe May           | Németország                       |
| House by the River                         | House by the River                         | Fritz Lang        | Amerikai Egyesült Államok         |
| Emberi vágy                                | Human Desire                               | Fritz Lang        | Amerikai Egyesült Államok         |
| Das Indische Grabmal                       | Das Indische Grabmal                       | Fritz Lang        | Nyugat-Németország, Franciaország |
| Liliom                                     | Liliom                                     | Fritz Lang        | Franciaország                     |
| M – Egy város keresi a gyilkost            | M – Egy város keresi a gyilkost            | Fritz Lang        | Németország                       |
| M                                          | M                                          | Joseph Losey      | Amerikai Egyesült Államok         |
| Harakiri                                   | Harakiri                                   | Fritz Lang        | Németország                       |
| Embervadászat                              | Man Hunt                                   | Fritz Lang        | Amerikai Egyesült Államok         |
| Metropolis                                 | Metropolis                                 | Fritz Lang        | Németország                       |
| A félelem minisztériuma                    | Ministry of Fear                           | Fritz Lang        | Amerikai Egyesült Államok         |
| Holdvilág                                  | Moonfleet                                  | Fritz Lang        | Amerikai Egyesült Államok         |
| Menschen untereinander                     | Menschen untereinander                     | Gerhard Lamprecht | Németország                       |
| Die Pest in Florenz                        | Die Pest in Florenz                        | Otto Rippert      | Németország                       |
| Bűntanya                                   | Rancho Notorious                           | Fritz Lang        | Amerikai Egyesült Államok         |
| Frank James visszatér                      | The Return of Frank James                  | Fritz Lang        | Amerikai Egyesült Államok         |
| Vörös utca                                 | Scarlet Street                             | Fritz Lang        | Amerikai Egyesült Államok         |
| Titok az ajtón túl                         | Secret Beyond the Door                     | Fritz Lang        | Amerikai Egyesült Államok         |
| Kém                                        | Spione                                     | Fritz Lang        | Németország                       |
| Dr. Mabuse végrendelete                    | Das Testament des Dr. Mabuse               | Fritz Lang        | Németország                       |
| Bengáli tigris                             | Der Tiger von Eschnapur                    | Fritz Lang        | Franciaország, Németország        |
| Dr. Mabuse ezer szeme                      | Die 1000 Augen des Dr. Mabuse              | Fritz Lang        | Nyugat-Németország, Franciaország |
| Az üldözött                                | Das wandernde Bild                         | Fritz Lang        | Németország                       |
| Western Union                              | Western Union                              | Fritz Lang        | Amerikai Egyesült Államok         |
| Amíg a város alszik                        | While the City Sleeps                      | Fritz Lang        | Amerikai Egyesült Államok         |
| A Hold asszonya                            | Frau Im Mond                               | Fritz Lang        | Németország                       |
| Nő az ablak mögött                         | The Woman in the Window                    | Fritz Lang        | Amerikai Egyesült Államok         |
| You And Me                                 |                                            | Fritz Lang        | Amerikai Egyesült Államok         |
| Csak egyszer élünk                         | You Only Live Once                         | Fritz Lang        | Amerikai Egyesült Államok         |

## Győztesek
- Arany Medve: Intimitás (Patrice Chéreau)
- Zsűri Nagydíja: A pekingi biciklista (Wang Xiaoshuai)
- Ezüst Medve díj a legjobb rendezőnek: Lin Cheng-sheng (Ai ni ai wo)
- Ezüst Medve díj a legjobb színésznőnek: Kerry Fox (Intimitás)
- Ezüst Medve díj a legjobb színésznek: Benicio del Toro (Traffic)
- Ezüst Medve díj a kiemelkedő művészi teljesítményért: Raúl Pérez Cubero (Te vagy az egyetlen)
- A zsűri díja: Lone Scherfig (Olasz nyelv kezdőknek)
- Alfred Bauer-díj: Ingovány (Lucrecia Martel)
- Tiszteletbeli Arany Medve
  - Kirk Douglas
- Berlinale Kamera
  - Kei Kumai
- Kék Angyal díj
  - Intimitás (Patrice Chéreau)
- FIPRESCI-díj
  - Olasz nyelv kezdőknek (Lone Scherfig)

## Fordítás
- Ez a szócikk részben vagy egészben  a(z)   51st Berlin International Film Festival című angol Wikipédia-szócikk fordításán alapul.  Az eredeti cikk szerkesztőit annak laptörténete sorolja fel. Ez a jelzés csupán a megfogalmazás eredetét és a szerzői jogokat jelzi, nem szolgál a cikkben szereplő információk forrásmegjelöléseként.